# Paulina Jaramillo
Pour les articles homonymes, voir Jaramillo.
Paulina Jaramillo est une ingénieure colombo-américaine qui est professeure d'ingénierie et de politique publique à l'Université Carnegie-Mellon. Elle est directrice du Green Design Institute. Ses recherches portent sur l'évaluation du cycle de vie des systèmes énergétiques. Elle a été sélectionnée comme Andrew Carnegie.

## Formation
Jaramillo est originaire de Medellín,.  Elle était étudiante de premier cycle à l'Université internationale de Floride, où elle s'est spécialisée en génie civil et environnemental. Elle a obtenu son doctorat à l'Université Carnegie-Mellon, où elle a étudié le cycle de vie du charbon et du gaz naturel pour la production d'électricité, avec une thèse intitulée « A life cycle comparison of coal and natural gas for electricity generation and the production of transportation fuels » (2007). 

## Recherche et carrière
En 2010, Jaramillo a rejoint le corps professoral de l'Université Carnegie-Mellon. Elle a été nommée directrice exécutive du projet RenewElec, un programme national qui cherchait à accompagner les États-Unis dans leur transition vers l'électricité renouvelable. Le programme mettait l'accent sur des approches rentables, socialement équitables et respectueuses de l'environnement pour réduire le Dioxyde de carbone. 
Jaramillo se concentre sur l'accès à l'énergie et le développement dans les pays du Sud,. Dans les pays dont le réseau national peine à alimenter l'ensemble de la population, Jaramillo a étudié l'impact des générateurs sur la qualité de l'air. Elle a découvert qu'au Nigeria, les alimentations électriques de secours génèrent des émissions considérables de dioxyde de carbone (près de 60 % de celles produites par le secteur électrique annuel),. Alors que les pays du Sud accédaient à l'électricité, Jaramillo s'est demandé si ces gains étaient équitablement répartis dans la société. Grâce à une étude approfondie au Gujarat, Jaramillo a montré qu'il y avait un écart considérable entre les sexes dans l'utilisation de l'électricité. Parallèlement à ses travaux en Afrique subsaharienne, Jaramillo développe des modèles permettant d'examiner les choix énergétiques des États-Unis et leur impact. 
Jaramillo est l'auteure principale du sixième rapport d'évaluation du GIEC. En 2020, elle s'est associée à Albert Presto pour développer une série de capteurs capables de surveiller la pollution de l'air. Ensemble, ils ont créé le Clean Air Monitoring and Solutions Network (CAMS-Net), une équipe internationale qui établirait des normes sur la détection de la pollution et le partage de données. Elle a été sélectionnée en tant que fellow Andrew Carnegie 2020, ce qui l'a aidée à identifier les opportunités de développement énergétique pour l'Afrique subsaharienne. 

## Récompenses et honneurs
- 2019 Prix de la faculté de génie du Collège d'ingénierie [15]
- 2019 Prix Fenves pour la recherche en systèmes [16]
- 2020 Boursier Andrew Carnegie [14]

## Publications (sélection)
- (en) Paulina Jaramillo, W. Michael Griffin et H. Scott Matthews, « Comparative life-cycle air emissions of coal, domestic natural gas, LNG, and SNG for electricity generation », Environmental Science & Technology, ACS, vol. 41, no 17,‎ 1er septembre 2007, p. 6290-6296 (ISSN 0013-936X, 1520-5851 et 1068-4980, PMID 17937317, DOI 10.1021/ES063031O).
- (en) Steven J. Davis, Nathan S. Lewis, Matthew Shaner, Sonia Aggarwal, Doug Arent, Inês L Azevedo, Sally Benson, Thomas H Bradley, Jack Brouwer, Yet-Ming Chiang, Christopher T M Clack, Armond Cohen, Stephen Doig, James Edmonds, Paul Fennell, Christopher Field, Bryan Hannegan, Bri-Mathias Hodge, Martin I Hoffert, Eric Ingersoll, Paulina Jaramillo, Klaus Lackner, Katharine J Mach, Michael Mastrandrea, Joan Ogden, Per F Peterson, Daniel L Sanchez, Daniel Sperling, Joseph Stagner, Jessika E Trancik, Chi-Jen Yang et Ken Caldeira, « Net-zero emissions energy systems », Science, Amérique septentrionale, AAAS, vol. 360, no 6396,‎ 1er juin 2018, eaas9793 (ISSN 0036-8075 et 1095-9203, OCLC 1644869, PMID 29954954, DOI 10.1126/SCIENCE.AAS9793).
- (en) Mohan Jiang, W Michael Griffin, Chris Hendrickson, Paulina Jaramillo, Jeanne VanBriesen et Aranya Venkatesh, « Life cycle greenhouse gas emissions of Marcellus shale gas », Environmental Research Letters, IOP Publishing, vol. 6, no 3,‎ 1er juillet 2011, p. 034014 (ISSN 1748-9326, DOI 10.1088/1748-9326/6/3/034014).